# Фрешта Карим
Фрешта Карим (род. 1992, Афганистан) — афганская активистка по защите прав детей и телеведущая. Она основательница и директор Charmaghz, неправительственной организации со штаб-квартирой в Кабуле, занимающейся развитием образования детей в Афганистане.

## Ранняя жизнь и карьера
Карим родилась в Кабуле в 1992 году, примерно за три недели до начала гражданской войны. Ранние годы своей жизни она провела в Пакистане в качестве беженки, а затем вернулась в Кабул. В возрасте 12 лет она обратилась на местный телеканал и была нанята в качестве ведущей программы, посвящённой детям. В подростковом возрасте она работала на различных местных радио- и телеканалах.
Карим изучала политологию в Университете Пенджаба, после чего получила степень магистра в области государственной политики в Оксфордском университете (Сомервиль-колледж).
После завершения учёбы в 2016 году Карим вернулась в Афганистан и основала НПО Charmaghz для содействия образованию, грамотности и критическому мышлению среди детей в стране, травмированной десятилетиями войны. Организация переоборудует вышедшие из эксплуатации общественные автобусы в мобильные библиотеки, где дети учатся читать и писать, принимают участие в художественных мероприятиях и слушают истории.
После падения Кабула в августе 2021 года Карим попросила убежища в Соединённом Королевстве. 17 ноября 2021 года Карим выступила с речью в Совете Безопасности ООН, где заявила: «Нам нужно приложить усилия, чтобы увидеть человеческое в других, услышать их страдания и их истории… Сегодня я начинаю этот путь, заявляя, что никто не враг».
До 2023 года Карим занимала должность старшего советника в Фонде Малалы. В 2023 году она была избрана членом совета директоров BBC Media Action.

## Признания и награды
В 2019 году Карим была удостоена премии Макса Херрмана и вошла в список Forbes 30 Under 30. В 2021 году она вошла в список 100 женщин Би-би-си и стала одной из финалисток премии имени Сахарова Европейского парламента (в том году присуждённой Алексею Навальному) вместе с десятью другими афганками.